# Kernia hyalina
Kernia hyalina är en svampart som beskrevs av Malloch & Cain 1971. Kernia hyalina ingår i släktet Kernia och familjen Microascaceae.   Inga underarter finns listade i Catalogue of Life.